# Rhododendron pachycarpon
Rhododendron pachycarpon är en ljungväxtart som beskrevs av Herman Otto Sleumer. Rhododendron pachycarpon ingår i släktet rododendron, och familjen ljungväxter. Inga underarter finns listade i Catalogue of Life.